# Norderbrarup
Norderbrarup (tiếng Đan Mạch: Nørre Brarup) là một đô thị thuộc huyện Schleswig-Flensburg, bang Schleswig-Holstein, Đức.